# پیتر یورگنسن (بوکسور)
پیتر یورگنسن (انگلیسی: Peter Jørgensen؛ ۲ آوریل ۱۹۰۷ – ۲۷ اوت ۱۹۹۲ (۸۵ ساله)) ورزشکار بوکس اهل دانمارک بود.
وی در مسابقات کشوری و بین‌المللی در مجموع برندهٔ ۱ مدال برنز شده‌است.